# Helen Zille
Pour les articles homonymes, voir Zille.
Helen Zille, née le 9 mars 1951 à Johannesburg, est une journaliste et une femme politique sud-africaine, responsable de l'éducation de la province du Cap-Occidental de 1999 à 2004, députée (Alliance démocratique) de 2004 à 2006, maire de la municipalité du Cap du 15 mars 2006 au 29 avril 2009, chef national de l'Alliance démocratique de 2007 à 2015 et Premier ministre de la province du Cap-Occidental du 6 mai 2009 au 22 mai 2019. Elle est la deuxième femme à avoir dirigé cette province sud-africaine après Lynne Brown. Elle est présidente du conseil fédéral de l'Alliance démocratique depuis le 20 octobre 2019. 

## Origines et famille
Helen Zille est née le 9 mars 1951 à Johannesburg. Ses parents étaient des immigrants allemands qui avaient, séparément, fui l'Allemagne dans les années 1930 à cause notamment de leur ascendance juive. Helen Zille est petite-nièce du graphiste allemand Heinrich Zille.
Diplômée de l'université du Witwatersrand, elle est mariée depuis 1982 avec le professeur Johann Maree. Le couple est parent de deux enfants (Paul né en 1984 et Thomas né en 1989).

## Une opposante à l'apartheid
En 1974, encore étudiante, elle devient journaliste au quotidien libéral Rand Daily Mail.
Progressiste, opposée à la politique d'apartheid, elle publie dans les années 1980 une enquête minutieuse sur les conditions dans lesquelles Steve Biko, dirigeant du Mouvement de la conscience noire, était décédé après un interrogatoire de plusieurs jours par les forces de sécurité sud-africaines.
Pacifiste, elle milite pour la fin de la conscription militaire des jeunes blancs qui étaient tous obligés de servir dans l'armée et ne pouvaient faire valoir toute objection de conscience.
Féministe, elle milite aussi au « Black Sash », une organisation féministe de défense des droits de l’homme de la gauche libérale d'Afrique du Sud.
En 1989, elle rejoint le Parti démocratique et participe à la Codesa, le forum national chargé de négocier une future constitution pour une Afrique du Sud post-apartheid.
Elle prend ensuite la direction du département des relations publiques de l'université du Cap puis en 1997 de l'école primaire de Grove.
En 1999, elle figure sur la liste électorale provinciale de la toute nouvelle Alliance démocratique et est élue députée. Elle entre alors au gouvernement de la province du Cap-Occidental dirigé par Gerald Morkel au poste de responsable exécutif de l'éducation.
En 2004, elle est de nouveau élue députée sur la liste de l'Alliance démocratique.
Elle échoue de peu à être désignée femme sud-africaine de l'année 2003.

## Maire du Cap (2006-2009)
Lors de l'élection municipale du 1er mars 2006, elle dirige la liste de l'Alliance démocratique au Cap. Son but est de reprendre la ville passée à l'ANC à l'occasion du ralliement de conseillers du Nouveau Parti national en 2002.
Au soir des élections, l'Alliance démocratique arrive en première position avec la majorité relative de 42 % des voix, devançant de 9 sièges l'ANC. Dans les jours qui suivent, les deux formations entreprennent de séduire les petits partis notamment les démocrates indépendants afin de constituer une majorité.
Le 15 mars 2006, Helen Zille est élue maire par 106 voix contre 103 à l'ancien maire ANC, Nomaindia Mfeketo (en). Elle doit sa victoire au ralliement de tous les petits partis à la DA permettant de mettre en échec l'alliance entre l'ANC et les Démocrates indépendants. Dans la foulée de l'élection des membres du conseil exécutif, c'est un membre du Parti chrétien démocrate africain qui est élu premier adjoint alors que le poste de porte-parole échoit à un membre du Front de la liberté.
La défection du parti musulman, soupçonné de monnayer son ralliement à l'ANC, ébranle dans un premier temps sa coalition mais elle parvient à maintenir sa majorité. Dans un second temps, elle fait face à une tentative législative de suppression de ses pouvoirs exécutifs par le gouvernement provincial dirigé par l'ANC qui souhaitait les transférer à un comité exécutif composé paritairement entre les forces politiques pour diriger la municipalité. Cette réforme municipale unique dans le pays concernait la seule grande municipalité dirigée par l'opposition. Perçue comme un déni de démocratie, l'opération avorta à la suite du tollé provoqué dans le pays et le ralliement des Démocrates indépendants à la majorité municipale.
Cette bataille pour gagner la mairie puis la conserver ainsi que la bonne gestion des affaires locales lui ont ainsi valu d'être élue personnalité de l'année 2006 par la presse sud-africaine.
Le 9 septembre 2007, elle est brièvement placée en garde à vue pendant trois heures alors qu'elle participait à une manifestation contre le trafic de drogue dans les quartiers pauvres du Cap. Relâchée après avoir été inculpée d'infraction à une loi sur les rassemblements illégaux, elle déclara que cette arrestation était arbitraire et politique, que la marche était pacifique et légale.
Le 14 octobre 2008, elle gagne le prix du World Mayor Award, une distinction internationale récompensant l'action des maires de grande municipalité. Elle est le seul maire issue du continent africain à avoir obtenu ce titre.

## Dirigeante de l'Alliance démocratique (2007-2015)

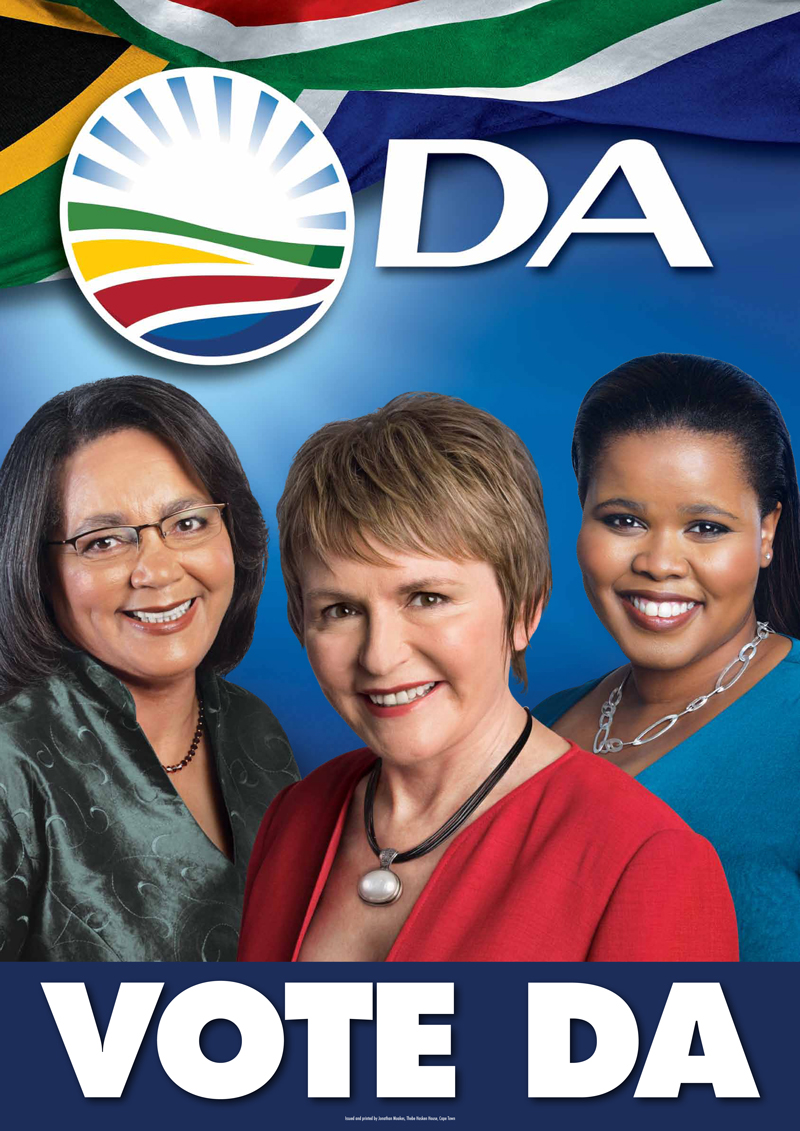
Affiche électorale de l'Alliance démocratique avec Patricia de Lille, Helen Zille et Lindiwe Mazibuko (2011).

Le 6 mai 2007, Helen Zille est élue par les militants de l'Alliance démocratique pour prendre la succession de Tony Leon à la direction générale du parti. Elle l'emporte avec 786 voix contre 228 au chef de l'Alliance dans la province du Cap-Oriental, Athol Trollip et 65 voix à Joe Seremane, le président fédéral du parti. Elle exerce cette fonction jusqu'en 2015.
Helen Zille a la particularité d'être parfaitement quadrilingue et de pouvoir converser en allemand (langue de ses parents), en anglais, en afrikaans et en xhosa.

## Première ministre du Cap-Occidental
À la suite de la victoire de la DA dans la province du Cap-Occidental avec plus de 51 % des suffrages lors des élections du 22 avril 2009 et de la progression de la DA sur l'ensemble du territoire national, elle démissionne de la mairie du Cap le 29 avril 2009 pour prendre le poste de Premier ministre du Cap-Occidental. Elle est élue par le parlement provincial le 6 mai, avec 24 voix contre 14 au candidat de l'ANC et 4 abstentions. Elle est facilement réélue en 2014 à la suite de la victoire de la DA (59,38% des voix).
Elle mène à l'intérieur de son parti une fronde contre son successeur Mmusi Maimane. Elle est élue à la tête du conseil fédéral [une des instances dirigeantes du parti], ce qui contribue à entrainer le départ du maire Johannesburg Herman Mashaba en octobre 2019 : « L’élection récente de Zille à la tête du conseil fédéral constitue une victoire pour des gens qui, au sein de la DA, défendent des positions diamétralement opposées à mes valeurs ».

## La polémique des tweets sur la colonisation
En juin 2017, Helen Zille est suspendue provisoirement de ses fonctions au sein de l'alliance démocratique dans le cadre d'une procédure disciplinaire pour avoir publié sur twitter des propos vantant les aspects « positifs » de la colonisation. Elle avait notamment écrit : « Pour ceux qui considèrent que l’héritage du colonialisme est seulement négatif, pensez à l’indépendance de la justice, au réseau de transports, à l’eau courante, etc. » et également écrit « Est-ce que nous aurions ce niveau de soins spécialisés et de traitements sans l’influence coloniale ? Soyez honnêtes, s’il vous plaît ». À la suite de ses commentaires, Zille se défendit en notant que Nelson Mandela avait eu les mêmes propos sur le colonialisme.  

## Articles liés
- Zakhele Mbhele